# 达克布活佛
达克布活佛（藏語：སྡགས་པ་ཧུ་ཐོག་ཐུ་，威利转写：sdags pa hu thog thu），俗称南寺葛根，先获班禅封为诺门罕，称伊拉古克桑班迪达贡卓诺门汗；后获清朝封为呼图克图，称达克布呼图克图；駐錫内蒙古自治区阿拉善盟阿拉善左旗巴润别立镇的南寺（广宗寺）。

## 沿革
南寺建立后，有两个活佛系统，仓央嘉措转世的达克布活佛（南寺葛根）为该寺最高级别的活佛系统，也是阿拉善最大的活佛系统，迭斯尔德活佛（喇嘛坦）的地位则稍低。
达克布活佛各代转世大都受达赖、班禅授予的“伊拉古克桑班迪达贡卓诺门汗”封号及清朝朝廷授予的“达克布呼图克图”封号。达克布活佛还有一尊号为“嘉勒色来”葛根。“达克布”这一名称是六世达赖仓央嘉措游历各地时，曾在达格布寺居住了较长时间，后来仓央嘉措以“达格布夏仲”而著称，其各代转世的封号便源自该称呼。
达克布活佛是六世达赖仓央嘉措的转世，仓央嘉措被视为第一世达克布活佛。根据阿旺多尔济的《妙音天界琵琶音》，仓央嘉措被送往北京途中，秘密出走，来到阿拉善旗。仓央嘉措在此选定了南寺的寺址，并认定阿旺多尔济为第司桑结嘉措的转世，即第一世迭斯尔德活佛。64岁时，仓央嘉措在阿拉善圆寂。
仓央嘉措圆寂后，阿旺多尔济认定阿拉善旗镇国公贡其格和夫人布拜之子为仓央嘉措的转世，即第二世达克布活佛。5岁时，被迎请至潘代加木草林寺坐床，潘寺1757年迁至新寺址即南寺（广宗寺）后，又被迎请至南寺坐床。他赴西藏学经，受到班禅赐予“伊拉古克桑班迪达贡卓诺门汗”封号。他还曾到北京参加洞礼年班，获清朝授“达克布呼图克图”封号。
第三世达克布活佛在13岁和18岁时，两次进京参加洞礼年班。第四世达克布活佛经雍和宫金瓶掣签确定为第三世达克布活佛的转世灵童，于1834年受戒并坐床。
第五世达克布活佛为王爷贡桑珠尔默特之三子，俗称“三爷葛根”，16岁迎请至南寺坐床。1889年39岁时，经阿拉善旗衙门批准，弃戒还俗。1900年病逝。他还俗后，曾从拉卜楞寺请来一小喇嘛替代第五世达克布活佛，但年少时便圆寂。
“三爷葛根”病逝后，寻访认定了第六世达克布活佛。后来他与阿拉善旗政府发生矛盾，离开南寺未归。其圆寂后，达克布活佛长期空位至今，未寻访转世灵童。

## 历世达克布活佛
以下不计追认，列出历世达克布活佛：
| 世数   | 生年   | 坐床年份                        | 卒年   | 汉文姓名                          | 蒙古文姓名 |
| ------ | ------ | ------------------------------- | ------ | --------------------------------- | ---------- |
| 第一世 | 1683年 | ——                              | 1746年 | 仓央嘉措                          |            |
| 第二世 | 1747年 | 1751年？（一次） 1757年（二次） | 1807年 | 达克布·罗桑图布丹嘉木苏           |            |
| 第三世 | 1808年 | 1814年？                        | 1828年 | 达克布·却达尔嘉木苏               |            |
| 第四世 | 1829年 | 1834年                          | 1850年 | 达克布·伊希楚勒图木达尔吉嘉木苏   |            |
| 第五世 | 1851年 | 1867年？                        | 1900年 | 达克布·贡萨勒永恰布（1889年还俗） |            |
| 第五世 | ？     | ？                              | ？     | 达克布·吉格米德嘎拉僧嘉木苏       |            |
| 第六世 | 1901年 | 1913年？                        | 1958年 | 达克布·阿旺丹增田来嘉木苏         |            |